# Pentamera calcigera
Pentamera calcigera är en sjögurkeart. Pentamera calcigera ingår i släktet Pentamera och familjen svanssjögurkor. Inga underarter finns listade i Catalogue of Life.